# Carlos Abascal Carranza
Carlos María Abascal Carranza (Ciudad de México, 14 de junio de 1949–Ciudad de México, 2 de diciembre de 2008), conocido como Carlos Abascal, fue un abogado,  dirigente empresarial y político mexicano. 
Comenzó como mensajero de Afianzadora Insurgentes y llegó a ser director general. Como presidente nacional de Coparmex no solo impulsó la llamada Nueva Cultura Laboral, sino que abrió el diálogo entre el sector patronal y obrero.
Participó en el equipo de transición del presidente Vicente Fox, en cuya administración estuvo al frente de la Secretaría de Trabajo y más tarde de Gobernación, donde su mayor reto fue mantener la gobernabilidad del país durante el proceso electoral de 2006.
Hacia la recta final de su vida colaboró en el Comité Ejecutivo Nacional del PAN, y estuvo al frente de la Fundación Rafael Preciado Hernández.
Días antes de su muerte fue condecorado con el doctorado honoris causa por la Universidad Anáhuac. Fue su último evento público, falleció el 2 de diciembre de 2008 por cáncer.

## Biografía y carrera
En 1973, se graduó con la tesis Las relaciones entre el poder espiritual y el poder temporal de la Escuela Libre de Derecho. 
Inició su vida laboral en Editorial Jus, donde se desempeñó como obrero y secretario de la Gerencia. Más tarde, en Afianzadora Insurgentes como mensajero y luego de más de 30 años de servicio se jubiló como CEO y director general.
Estuvo al frente de instituciones como la Confederación Patronal de la República Mexicana (Coparmex), de la Fundación para el Desarrollo Sostenible en México (FUNDES), del Consejo de Administración de Proliber y vicepresidente del Instituto Mexicano de Doctrina Social Cristiana (IMDOSOC).
En el, 2000 se unió al gabinete del presidente de México Vicente Fox al frente de la Secretaría del Trabajo y Previsión Social. El 2 de junio de 2005, se convirtió en Secretario de Gobernación sustituyendo a Santiago Creel.
Durante su gestión en la Secretaría del Trabajo la política laboral del gobierno federal fue cuestionada por diversos sectores que consideraron que su propuesta de reforma a la Ley del Trabajo era un retroceso en contra de los trabajadores, criticándose además que un abogado patronal fuera puesto al frente de la Secretaría del Trabajo. Los puntos más cuestionados serían la pérdida de derechos laborales y la falta de diálogo político con sindicatos independientes.
Igualmente promovió la reforma de la Ley Federal de Trabajo, conocida como "La Ley Abascal", la cual creaba el contrato de primer empleo, el de temporada y cambiaba el sustantivo "patrón" por el de "empleador", entre otras medidas, las cuales fueron duramente criticadas por sindicatos y ONGs. Según los detractores de la "Ley Abascal", con ella se reforzaron las ventajas del viejo sindicalismo corporativo y sus acuerdos cupulares con los organismos empresariales para limitar los derechos de los trabajadores.
Polemizó en el tema de la despenalización del aborto en el Distrito Federal durante los primeros meses de 2007. Participó activamente en contra de la iniciativa para despenalizar el aborto e hizo llamados a defender la vida desde el momento de la concepción, incluso formó parte de los ponentes que discutieron la reforma en las audiencias públicas que sostuvo la Suprema Corte de Justicia de la Nación.
En el momento de su muerte era secretario de Formación y presidente de la Fundación Rafael Preciado. Días antes de su muerte recibió el doctorado honoris causa por la Universidad Anáhuac del Sur.

## Controversias

### LibroAura
En 2001, Georgina Rábago, maestra de literatura de tercer año de secundaria del Instituto Félix de Jesús Rougier (escuela privada confesional solo para mujeres) encargó de tarea la lectura de la novela Aura, del escritor mexicano Carlos Fuentes. Al poco tiempo, la maestra fue despedida, según su propia versión, por las presiones que ejerció un padre de familia de una de sus alumnas; Carlos Abascal, entonces secretario de Estado del gobierno federal, ya que en opinión de Abascal: “Aura representaba uno de los papeles que la mujer no debe desempeñar”, quien dirigió una carta de queja a la dirección de la escuela contra la docente por encargar esa lectura a sus alumnas.
La polémica sobre Abascal continuó cuando se especuló que el libro podría ser prohibido también en las escuelas de educación pública, por el gobierno panista de Vicente Fox.
El escritor mexicano Carlos Fuentes reaccionaría después a los hechos en la Feria Internacional del Libro de Guadalajara diciendo: “(…) Aura fue objeto de un acto de censura que yo agradezco, porque gracias a esa censura se multiplicaron las ventas del libro; brincaron a 20 mil ejemplares a la semana. Imagínense ustedes, cosa que nos tenía felices a mi editor y a mí”.

## Muerte
El 2 de diciembre de 2008, Carranza falleció en Ciudad de México a los 59 años de edad, a causa del cáncer de estómago que padecía. Su cuerpo fue sepultado en el Panteón Español, ubicado en la misma ciudad.